# Dysstroma hersiliata
Dysstroma hersiliata là một loài bướm đêm trong họ Geometridae.